# Toma Caragiu
Toma Caragiu (ur. 21 sierpnia 1925 w Aetomilitsa, zm. 4 marca 1977 w Bukareszcie) – rumuński aktor teatralny i filmowy.

## Życiorys

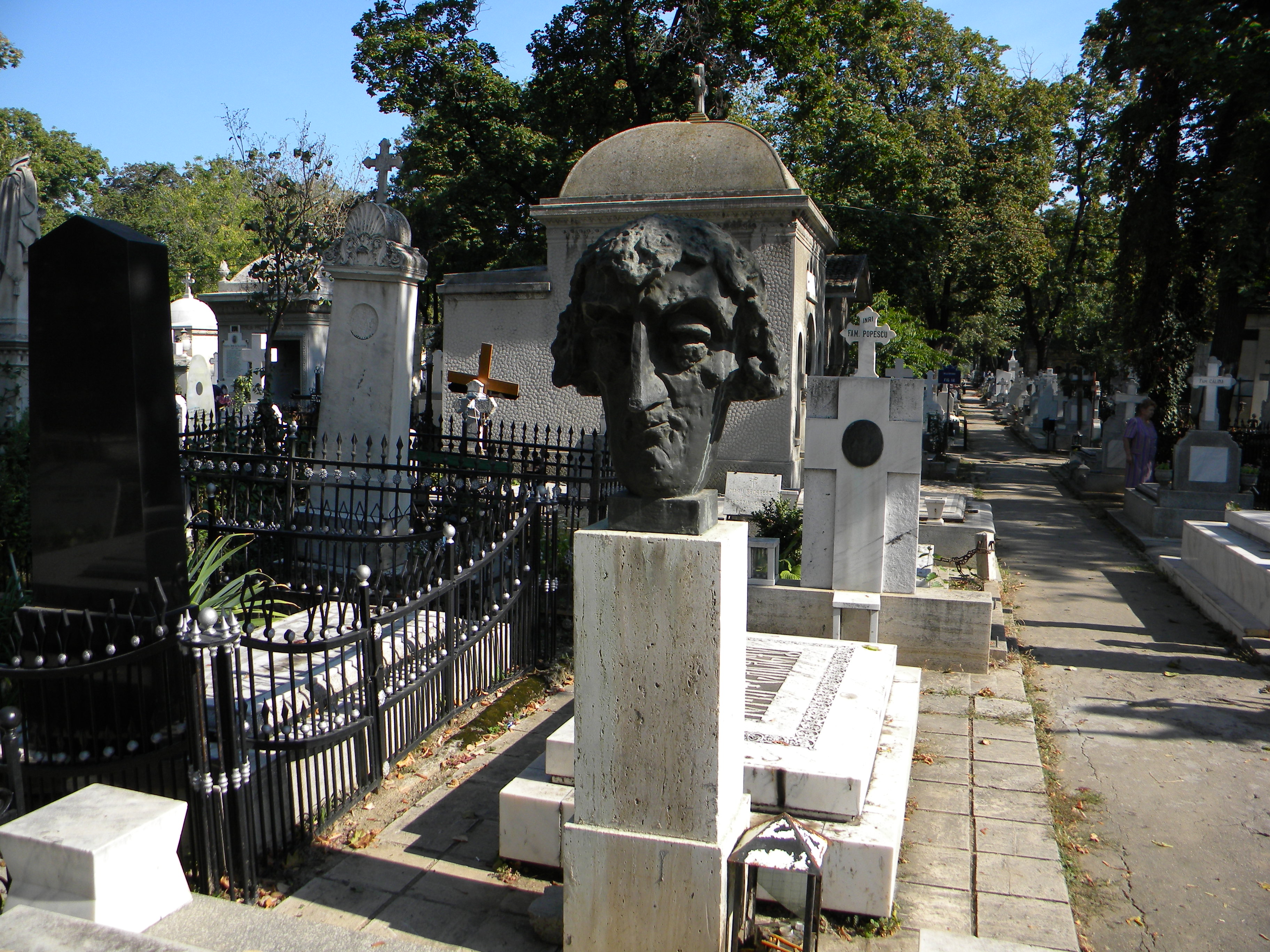
Miejsce spoczynku Toma Caragiu na cmentarzu Bellu w Bukareszcie

Toma Caragiu urodził się w greckiej wiosce Aetomilitsa, w prefekturze Nomos Janina, w regionie Epir, jako syn Nico Caragiu i Ateny Papastere Caragiu. Uczęszczał do szkoły średniej „Św. Piotra i Pawła” w Ploeszti. Po otrzymaniu świadectwa maturalnego w 1945 rozpoczął studia prawnicze, które porzucił i wstąpił do Conservatorul de Muzică și Arta Dramatica București, w klasie Victora Ion Popa.
Zadebiutował w 1948 na scenie Teatru Narodowego Studio Amzei, kiedy studentowi trzeciego roku, powierzono rolę dziedzica w „Toreadorul din Olmado” w reżyserii Iona Sahighian. 1 maja 1948 został zatrudniony jako członek zespołu artystycznego Teatru Narodowego. 1 kwietnia 1951 został zaangażowany do nowo utworzonego Teatru Państwowego w Konstancy, gdzie zagrał rolę Rica Venturiano w O noapte furtunoasă Iona Luca Caragiale.
W 1953, w wieku 28 lat, został dyrektorem Teatru Państwowego Ploeszti, w którym pracował przez 12 lat i zagrał 34 role. W 1965 na zaproszenie Liviu Ciulei, przeniósł się do Teatrul Bulandra w Bukareszcie, gdzie zagrał w 90 premierach. Występował z innymi wielkimi aktorami, takimi jak: Stefan Banica, Puiu Calinescu, Octavian Cotescu, Anda Calugareanu.
Zginął podczas trzęsienia ziemi w Bukareszcie 4 marca 1977. Został pochowany na cmentarzu Bellu.

## Życie prywatne
Toma Caragiu był dwukrotnie żonaty. Pierwszą żoną była aktorka Maria Bondar, z którą adoptował córkę Doina Caragiu. Druga, Elena Bichman, również aktorka, po jego śmierci wyjechała do Stanów Zjednoczonych.

## Filmografia
- 1955: Nufărul roșu
- 1961: Vară romantică
- 1964: Cartierul veseliei (Dzielnica szczęścia)
- 1964: Pădurea spînzuraților (Las powieszonych)
- 1965: Procesul alb
- 1966: Haiducii (Hajducy)
- 1966: Vremea zăpezilor
- 1967: Subteranul
- 1967: De trei ori București
- 1968: Răpirea fecioarelor (Porwanie dziewic)
- 1970: Haiducii lui Șaptecai (Hajducy kapitana Angela)
- 1970: B.D. în alerta
- 1970: Zestrea domniței Ralu (Posag księżniczki Ralu)
- 1971: Săptămîna nebunilor (Tydzień szaleńców)
- 1971: Urmărirea
- 1971: B.D. la munte și la mare
- 1971: Facerea lumii (Początek nowego świata)
- 1972: Dragostea începe vineri (Miłość rozkwita w piątek)
- 1972: Bariera (Bariera wspomnień)
- 1972: Ciprian Porumbescu
- 1973: Un August în flăcări
- 1973: Explozia
- 1973: Tatăl risipitor
- 1974: Actorul și sălbaticii
- 1974: Nu filmăm să ne-amuzăm
- 1975: Singurătatea florilor
- 1975: Dincolo de pod (Za mostem)
- 1976: Marele singuratic
- 1976: Pintea
- 1976: Casa de la miezul noptii
- 1976: Serenada pentru etajul XII
- 1976: Gloria nu cînta
- 1976: Operațiunea Monstrul
- 1978: Buzduganul cu trei peceți